# Жабчицы
Жабчицы (бел. Жабчыцы) — деревня в Пинском районе Брестской области Белоруссии, в составе Молотковичского сельсовета. Население — 502 человека (2019).

## География
Жабчицы находятся в 9 км к северо-западу от центра Пинска. Посёлок связан местными дорогами с соседними деревнями Молотковичи, Садовый и Домашицы. Местность принадлежит бассейну Днепра, через посёлок течёт ручей, впадающий в реку Пину. Ближайшая ж/д станция в Молотковичах (линия Брест — Пинск — Гомель).

## История
Первое упоминание Жабчиц относится к 1524 году, когда королева Бона Сфорца подтвердила права на имение Фёдора Щепы. В 1534 году имение перешло к роду Олизаров, впоследствии Жабчицы часто меняли владельцев вплоть до конца XVIII века, когда они стали родовым имением рода Красицких.
Со времени территориально-административной реформы середины XVI века в Великом княжестве Литовском Жабчицы входили в состав Пинского повета Берестейского воеводства.
После второго раздела Речи Посполитой (1793) в составе Российской империи, деревня входила в состав Пинского уезда. Первым владельцем поместья из числа Красицких был архиепископ Игнатий Красицкий, поэт и публицист. Затем имением владели его сын Мартин, внук Роман и правнук Генрих, который стал последним владельцев Жабчиц из Красицких. Перед 1939 годом поместье принадлежало роду Минковых.
В 1788 году Игнатий Красицкий возвёл немного в стороне от имения и деревни греко-католическую церковь св. Параскевы Пятницы, в XIX веке она была передана православным. В XIX веке Красицкие возвели в Жабчицах усадебный дом, вокруг которого был разбит пейзажный парк. Усадьба была полностью уничтожена в ходе боёв в 1944 году.
Согласно Рижскому мирному договору (1921) деревня вошла в состав межвоенной Польши. С 1939 года в составе БССР. В 1940—1955 годах Жабчицы были центром Жабчицкого района (сначала в Пинской, с 1954 года — в Брестской области). 30 мая 1955 года центр района был перенесён в соседнюю деревню Молотковичи.
В советское время церковь Параскевы Пятницы оказалась на территории соседнего с Жабчицами посёлка Садовый. Несмотря на это во многих источниках, включая Государственный список историко-культурных ценностей Республики Беларусь, она отнесена к Жабчицам, поскольку строилась владельцами этого имения.

## Образование
- УО "Пинский государственный аграрный колледж"

## Культура
- Библиотека-музей

## Достопримечательность
- Памятный знак лётчикам. На бывшем военном аэродроме Жабчицы, располагавшемся в пяти километрах западнее Пинска, установлен памятный знак, напоминающий о трагическом событии начала Великой Отечественной войны. Открытие памятника состоялось 23 июня 2012 года.

#### Утраченное наследие

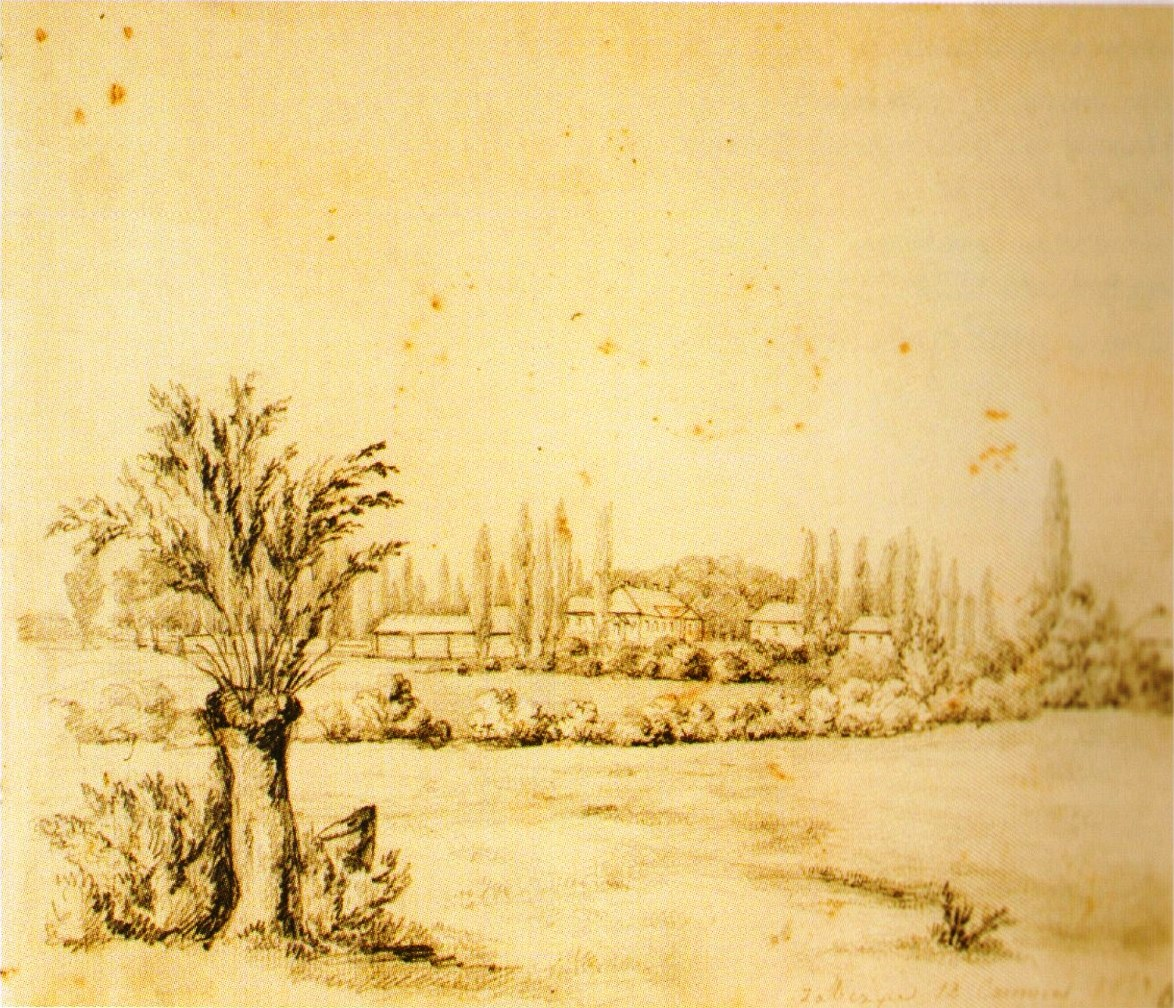
Усадьба Красицких. Рисунок Н. Орда, 1869

- Усадьба Красицких. Рисунок Н. Орда, 1869Усадьба Красицких